# Un senyal invisible
Un senyal invisible (originalment en anglès, An Invisible Sign) és una pel·lícula dramàtica estatunidenca de 2010 dirigida per Marilyn Agrelo i protagonitzada per Jessica Alba, J. K. Simmons, Chris Messina, Sophie Nyweide i Bailee Madison. Basada en la novel·la de 2001 An Invisible Sign of My Own d'Aimee Bender, la pel·lícula tracta sobre una dona jove dolorosamente retirada que, quan era petita, va dedicar-se a les matemàtiques per a consol després que el seu pare emmalaltís, i ara com a adulta, ensenya l'assignatura i ha d'ajudar els seus alumnes a superar les seves pròpies crisis. S'ha doblat al català oriental per TV3, i al valencià per a À Punt.
Per la seva actuació a la pel·lícula, Bailee Madison va rebre una nominació al Young Artist Award 2011 a la millor interpretació en un llargmetratge.